# جون روبرت إدواردز
جون روبرت إدواردز (بالإنجليزية: John Robert Edwards)‏ هو عالم نفس بريطاني، ولد في 3 ديسمبر 1947.